# J Balvin
José Álvaro Osorio Balvín (* 7. května 1985 Medellín), známý pod uměleckým jménem J Balvin, je kolumbijský reggaeton zpěvák. Narodil se ve městě Medellín (region Antioquia, druhé největší město Kolumbie), kde se začal v mladém věku zajímat o rap, dancehall, champeta a bachata. Jeho úspěšné písně „Mi Gente“, „Reggaeton“, „Ay Vamos“, „Tranquilla“ a „6 AM“.

## Diskografie – alba
|      |            | Seznam písní |
| ---- | ---------- | --- |
| 2009 | Real       | 1. „Extasis“ 2. „Extasis [Official Remix]“ 3. „Ella Me Cautivo“ 4. „Dime Tu“ 5. „Shorty Make It Clap“ 6. „Fantasia“ 7. „Inacanzable“ 8. „Obra De Arte“ 9. „Sobrenatural“ 10. „Abusadora“ 11. „Dime Quien Te Enseño“ 12. „Invisible“ 13. „Un Dia Sin Ti“ 14. „Algo Magico“ 15. „Tranquilo“ 16. „Perdoname“ 17. „Sencillo“ 18. „En La Playa“ 19. „Pa' La Tumba Remix“ 20. „Si No Estas Tu“ |
| 2011 | El Negocio | |
| 2013 | La Familia | 1. „Sola“ 2. „La Venganza“ 3. „Déjate Llevar“ 4. „Mil Fantasías“ 5. „6 AM“ (ft. Farruko) 6. „Lose Control“ (ft. Vein) 7. „Eras Así“ 8. „What a Creation“ 9. „Desnúdate“ 10. „Imaginándote“ 11. „Bajo la Luna“ 12. „Live In Stereo“ (ft. Motiff) 13. „Porque Tu“ 14. „Tranquila“ 15. „Yo Te Lo Dije“                                                                                      |

## Diskografie – singly
- 2009 – „Ella Me Cautivó“
- 2010 – „Sin Compromiso“
- 2010 – „Me Gustas Tú“
- 2011 – „Seguiré Subiendo“
- 2012 – „En Lo Oscuro“
- 2012 – „Como Un Animal“
- 2012 – „Yo Te Lo Dije“
- 2012 – „Tranquila“
- 2013 – „Sola“
- 2013 – „6 A.M.“ (con Farruko)
- 2014 – „La Venganza“
- 2014 – „Ay Vamos“
- 2015 – „Ginza“
- 2016 – „Bobo“
- 2016 – „Veneno“
- 2016 – „Malvada“
- 2016 – „Por Un Día“
- 2016 – „Snapchat“
- 2016 – „Solitario“
- 2016 – „Safari“ (featuring Pharrell Williams, Bia, Sky)
- 2017 – „Sigo Extrañándote“
- 2017 – „Si Tu Novio Te Deja Sola“ (featuring Bad Bunny)
- 2017 – „Bonita“ (featuring Jowell & Randy)
- 2017 – „Muy personal“ (featuring Yandel)
- 2017 – „Mi Gente“ (featuring Willy William)
- 2017 – „Mi Gente (Remix)“ (featuring Willy William, Beyoncé)
- 2018 – „Machika“ (featuring Jeon, Anitta)
- 2018 – „Ahora“
- 2018 – „Ambiente“
- 2018 – „Vibras“ (featuring Carla Morrison)
- 2018 – „Cuando Tú Quieras“
- 2018 – „Brillo“ (featuring Rosalía)
- 2018 – „En Mí“
- 2018 – „Peligrosa“ (featuring Wisin & Yandel)
- 2018 – „Noches Pasadas“
- 2018 – „Dónde Estarás“
- 2018 – „No Es Justo“ (featuring Zion & Lennox)
- 2018 – „Reggaeton“
- 2019 – „La Rebelión“
- 2019 – „Que Pretendes“ (featuring Bad Bunny)
- 2019 – „Cuidao por ahí“ (featuring Bad Bunny)
- 2019 – „Con Altura“ (featuring Rosalía)
- 2019 – „Blanco“
- 2020 – „Morado“
- 2020 – „Azul“
- 2020 – „Negro“
- 2020 – „Agua“ (featuring Tainy).
- 2020 – „Anaranjado“ (featuring Jowell y Randy).
- 2020 – „Un Dia (One Day)“ (featuring Dua Lipa, Bad Bunny, Tainy).
- 2020 – „No Te Vayas“ (featuring Yandel).